# Kljunasta flauta
Kljunasta flauta je drveni duvački muzički instrument u grupi poznatoj kao unutarnje kanalne flaute — flaute sa usnim delom zviždaljke, takođe poznate kao fipl flaute. Kljunasta flauta se razlikuje od drugih kanalnih flauta po prisustvu otvora za palac za gornju šaku i sedam otvora za prste: tri za gornju i četiri za donju šaku. Ona je najprominentnija kanalna flauta u zapadnjačkoj klasičnoj tradiciji.
Kljunaste flaute su napravljene u različitim veličinama sa imenima i krugovima koji grubo korespondiraju različitim glasnim rasponima. Veličine koje se danas najčešće koriste su soprano (aka „deskant”, najniža nota 5), alto (aka „trostruk”, najniža nota 4), tenor (najniža nota 4) i bas (najniža nota 3). Kljunaste flaute su tradicionalno pravljene od drveta i slonovače, dok je većina kljunastih flauta napravljena posljednjih godina konstruisana od livene plastike. Unutrašnje i spoljne proporcije kljunastih flauta variraju, ali provrt je uglavnom reverzno koničan (tj. sužava se prema podnožju) do cilindričnog, a svi sistemi za prste flauta ekstenzivno koriste viljuškaste prstenove za prste.
Kljunasta flauta je prvi put dokumentovana u Evropi u srednjem veku, i nastavila je da uživa široku popularnost u doba renesanse i baroka, ali je bio malo korišten u periodima klasike i romantike. Oživljen je u 20. veku kao deo istorijski informisanog pokreta i postao je popularan amaterski i obrazovni instrument. Među kompozitorima koji su pisali za ovaj instrument su Monteverdi, Lili, Persel, Hendl, Vivaldi, Teleman, Johan Sebastijan Bah, Paul Hindemit, Bendžamin Britn, Leonard Bernstajn, Lučano Berio, i Arvo Pert. Danas postoje mnogi profesionalni svirači ovog istrumenta koji demonstriraju puni solo opseg ovog instrumenta, i velika zajednica amatera.
Zvuk kljunaste flaute često se opisuje kao čist i sladak, i istorijski je bio povezan sa pticama i pastirima. Odlikuje se brzim odzivom i odgovarajućom sposobnošću stvaranja širokog spektra artikulacija. Ova sposobnost, zajedno sa otvorenim rupama za prste, omogućava da se proizvede široka paleta tonskih boja i specijalnih efekata. Akustično, njen ton je relativno čist, a u njegovom zvuku preovlađuju neobični harmonici.

## Struktura

### Materijali
Kljunaste flaute su istorijski pravljene od tvrdog drveta i slonovače, ponekad sa metalnim ključevima. Od savremenog oživljavanja kljunaste flaute, plastika je korišćena u njihovoj masovnoj proizvodnji, kao i kod nekoliko pojedinačnih proizvođača.
Danas se širok izbor tvrdog drveta koristi za izradu kućišta kljunastih flauta. Relativno manje vrsta drveta se koristi za pravljenje blokova za snimanje, koji su često napravljeni od crvenog kedra, izabranog zbog njegove otpornosti na truljenje, sposobnosti da upija vodu i malog širenja kada je mokar. Nedavna inovacija je upotreba sintetičke keramike u proizvodnji blokova ovog instrumenta.

### Veće kljunaste flaute
Neke kljunaste flaute imaju rupe za ton koje su previše udaljene da bi ih šake svirača dosegle ili su prevelike da bi se prekrile jastučićima prstiju. U oba slučaja, ergonomski postavljeni tasteri se mogu koristiti za pokrivanje otvora za ton. Tasteri takođe omogućavaju dizajn dužih instrumenata sa većim rupama za ton. Tasteri su najčešći u instrumentima većim od alta. Instrumenti veći od tenora zahtevaju bar jedan ključ kako bi igrač mogao da pokrije svih osam rupa. Tipke se ponekad koriste i na manjim kljunastim flautama kako bi se omogućilo udobno istezanje ruku i akustički poboljšano postavljanje i veličina rupa.
Kada svira veću kljunastu flautu, svirač možda neće moći istovremeno prstima da dohvati tastere ili rupe za ton i ustima dopre do vetrobrana. U ovom slučaju, bokal se može koristiti da bi se omogućilo sviraču da duva u kljunastu flautu dok zadržava udoban položaj ruke. Alternativno, neke kljunaste flaute imaju savijeni otvor koji postavlja vetrobran bliže ključevima ili rupama za prste tako da svirač može udobno da dosegne oba. Instrumenti sa jednim savijanjem poznati su kao „knik” ili instrumenti sa savijenim vratom.

### Moderni razvoji
Neki noviji dizajni kljunaste flaute se sada proizvode. Kljunaste flaute kvadratnog poprečnog preseka mogu se proizvoditi jeftinije i u većim veličinama od uporedivih instrumenata proizvedenih okretanjem. Druga oblast je razvoj instrumenata sa većim dinamičkim opsegom i snažnijim donjim notama. Ovi moderni dizajni olakšavaju slušanje na koncertima. Konačno, postaju dostupni instrumenti sa produžetkom polutona naniže; takvi instrumenti mogu da sviraju pune tri oktave u skladu.

## Literatura
- Griscom, Richard; Lasocki, David (2012). The Recorder: A Research and Information Guide. Routledge Music Bibliographies (3rd изд.). New York & London: Routledge. ISBN 978-0-415-99858-1..  978-0-203-87502-5 (e-book)
- Lydgate, John.  Schick, J., ур. Lydgate's Temple of Glas. Oxford University Press. стр. 64.
- Lydgate, John.  Bergen, Henry, ур. Lydgate's Fall of Princes. Oxford University Press. стр. 270.
- record, v.1. Oxford English Dictionary (3rd изд.). 2005.
- recorder, n.2. Oxford English Dictionary (3rd изд.). 2005.
- Partridge, Eric (1977). Origins: A Short Etymological Dictionary of Modern English. Routledge.
- Baines, Anthony (1957). Woodwind Instruments and Their History.
- Hunt, Edgar (1977). The Recorder and Its Music. London: Eulenburg. ISBN 9780903873055.
- Montagu, Jeremy (2007). Origins and Development of Musical Instruments. Scarecrow Press. ISBN 978-0810856578.
- Virdung, Sebastian (1511). Musica getutscht.
- Martin Agricola: Musica instrumentalis deudsch. 1529
- Silvestro Ganassi: La Fontegara la quale insegno di suonare il flauto. 1535
- Jacques-Martin Hotteterre: Principes de la flûte. ISBN 3-7618-0074-6. 1707; Reprint (Documenta Musicologica) Bärenreiter 1982, .
- Michael Praetorius: Syntagma musicum. Band 2, 1619
- Karl Geiringer: Instrumente in der Musik des Abendlandes. ISBN 3-406-09095-8. C. H. Beck, München 1982, .
- Manfred H. Harras: Blockflöte. In: Musik in Geschichte und Gegenwart. Sachteil, Bd. 1: 1576–1600. ISBN 3-7618-1100-4. Bärenreiter, Kassel 1994,  und Metzler, Stuttgart 1994,  3-476-41022-6.
- Herbert Heyde. Flöten. Katalog des Musikinstrumenten-Museums Leipzig Band 1,  3-370-00084-9.
- Hermann Alexander Moeck: Ursprung und Tradition der Kernspaltflöten der europäischen Folklore und die Herkunft der musikgeschichtlichen Kernspaltflötentypen. ISBN 3-87549-062-2. Edition Moeck Nr. 4063, .
- Hermann Alexander Moeck. Zur „Nachgeschichte“ und Renaissance der Blockflöte. In: Tibia. Magazin für Holzbläser., Bd. 3 (1978), S. 13–20 (online; PDF; 12 MB) u. S. 79–88 (online; PDF; 13 MB). Auch Sonderdruck: Edition Moeck Nr. 4021, Celle 1980.
- Hans-Martin Linde: Handbuch des Blockflötenspiels. ISBN 3-7957-2531-3. 8. Aufl. d. 2. erw. Ausg. Schott, Mainz 1997, .
- Christoph Mühle: Untersuchungen über die Resonanzeigenschaften der Blockflöte. ISBN 3-920112-73-3. (Schriftenreihe das Musikinstrument. Bd. 16). Das Musikinstrument, Frankfurt am Main 1979, .
- Eve O'Kelly: The Recorder Today. Cambridge University Press. 1990., Cambridge u. a. 1990,  0-521-36660-7.
- Reclams Musikinstrumentenführer. ISBN 3-15-010349-5. Reclam, Stuttgart 1988, .
- Ursula Schmidt. Notation der neuen Blockflötenmusik. Moeck, Celle 1981,  3-87549-013-4.
- Erich Valentin: Handbuch der Musikinstrumentenkunde. ISBN 3-7649-2003-3. Gustav Bosse, Regensburg 1980, .
- Peter Thalheimer. Die Blockflöte in Deutschland 1920–1945. Tutzing 2010,  978-3-86296-002-6.
- Cornelia Stelzer. Die Bedeutung der Blockflöte zur Zeit des Nationalsozialismus. (= Wiener Veröffentlichungen zur Musikwissenschaft. Band 52), Hollitzer, Wien 2021,  978-3-99012-792-6,